# 19 метра вятър
„19 метра вятър“ е български игрален филм (драма) от 1986 година на режисьора Владимир Краев, по сценарий на Николай Вълчинов. Оператор е Георги Николов. Музиката във филма е композирана от Стефан Илиев.

## Актьорски състав
- Петър Слабаков – Снайпера
- Руси Чанев – Лозан
- Марияна Крумова – Капка
- Любен Чаталов – Малкото Гоне
- Калин Арсов – Фара
- Антон Карастоянов – Дядо Борка
- Румен Иванов – Данчо
- Димитър Манчев – бай Гиньо
- Никола Пашов – Техническият ръководител
- Елена Райнова – Дора
- Димитър Милев – Милчо
- Пламен Дончев – Директорът
- Богдан Глишев – Съпругът
- Марцела Калчева
- Николай Алкесиев
- Пеньо Байрямов